# Mandira Bedi
Mandira Bedi (Calcuta, 15 de abril de 1972) es una actriz, diseñadora de moda y presentadora de televisión india.

## Carrera

### Actuación
Bedi logró el reconocimiento en su país al protagonizar la serie de televisión de 1994 Shanti, emitida en el canal nacional indio Doordarshan como la primera telenovela diurna en la historia de la televisión del país asiático.
Un año después integró el reparto de la exitosa película Amor contra viento y marea, protagonizada por Shahrukh Khan y Kajol y dirigida por Aditya Chopra en su debut. La popularidad de este largometraje se encargó de impulsar aún más la carrera de Bedi, aunque en lo restante de la década de 1990 estuvo relativamente alejada de la industria cinematográfica, dedicándose casi exclusivamente a su carrera en televisión.
Continuó su carrera apareciendo en otras destacadas series como Aurat (DD y Sony), Dushman (DD) y Kyunki Saas Bhi Kabhi Bahu Thi (Star Plus), encargándose además de la conducción de eventos como la Copa Mundial de Cricket en los años 2003 y 2007,  los Trofeos de la ICC en 2004 y 2006 y la segunda temporada de la Indian Premier League para Sony Max.
En el año 2004 protagonizó la película de comedia Shaadi Ka Laddoo en el papel de Tara. Un año después registró una aparición en los largometrajes Naam Gum Jaayega, Bali y Divorce. En 2007 protagonizó el segmento "Matrimony" en la cinta Dus Kahaniyaan y un año después interpretó uno de los papeles principales en Meerabai Not Out de Chandrakant Kulkarni. En la década de 2010 ha registrado participación en las películas O Teri, Ittefaq, Vodka Diaries, The Tashkent Files, Saaho y más recientemente Adangathey.

### Otros proyectos
Debutó como diseñadora de moda en la Semana de la Moda de Lakme en 2014 con una colección inspirada en el atuendo tradicional indio conocido como sari. Bedi además ha sido promotora del cuero sintético en campaña con la PETA. El 26 de octubre de 2013, Bedi estrenó su propia firma de moda, basada en su totalidad en el atuendo sari.

## Plano personal

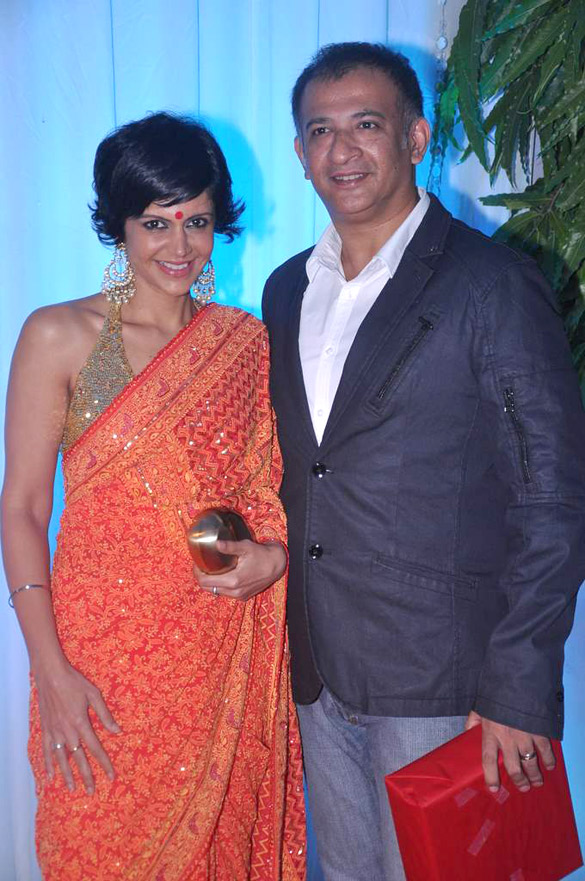
Mandira Bedi y su esposo Raj Kaushal.

Bedi se casó con el director, productor y doble de riesgo cinematográfico Raj Kaushal el 14 de febrero de 1999. Se anunció el 27 de enero de 2011 que la pareja se encontraba a la espera de su primer hijo. Bedi dio a luz a un hijo llamado Vir el 19 de junio de 2011 en el hospital de Lilavati en Bombay. En 2013, Bedi y su esposo se encontraban realizando los procedimientos necesarios para la adopción de una niña.

## Filmografía

### Cine
| Año  | Película                    | Papel             | Idioma              | Notas     |
| ---- | --------------------------- | ----------------- | ------------------- | --------- |
| 1995 | Dilwale Dulhania Le Jayenge | Preeti Singh      | Hindi               |           |
| 2000 | Badal                       |                   | Hindi               |           |
| 2004 | Manmadhan                   | Psiquiatra        | Tamil               |           |
| 2004 | Shaadi Ka Laddoo            | Tara              | Hindi               |           |
| 2005 | Naam Gum Jaayega            | Nalini            | Hindi               |           |
| 2005 | Bali                        | Anchal            | Hindi               | Telefilme |
| 2005 | Divorce                     | Renuka Joshi      | Hindi               |           |
| 2007 | Dus Kahaniyaan              | Pooja             | Hindi               |           |
| 2008 | Meerabai Not Out            | Meera A. Achrekar | Hindi               |           |
| 2009 | 42kms                       | Sanjana           | Hindi               |           |
| 2014 | O Teri                      |                   | Hindi               |           |
| 2017 | Ittefaq                     | Esposa de Dev     | Hindi               |           |
| 2018 | Vodka Diaries               | Shikha Dixit      | Hindi               |           |
| 2019 | The Tashkent Files          | Indira Joseph Roy | Hindi               |           |
| 2019 | Saaho                       | Kalki             | Telugu/ Hindi/Tamil |           |
| 2019 | Adangathey                  |                   | Tamil               |           |
| 2019 | Ezham Mudra                 |                   | Malabar             |           |

### Televisión
| Año       | Título                              | Papel                | Canal                  |
| --------- | ----------------------------------- | -------------------- | ---------------------- |
| 1994      | Shanti                              | Shanti               | DD National/ Star Plus |
| 199?-     | Aurat                               | Pragati              | DD National/ Sony      |
| 1997-1998 | Ghar Jamai                          | Chandni              | Zee TV                 |
| 2001      | Dushman                             |                      | DD Metro               |
| 2001      | CID                                 | Reshma               | Sony TV                |
| 2001–2003 | Kyunki Saas Bhi Kabhi Bahu Thi      | Dra. Mandira Kapadia | Star Plus              |
| 2003      | Jassi Jaissi Koi Nahin              | Mandira              | Sony TV                |
| 2004-2006 | Sarabhai vs Sarabhai                | Cookie Sharma        | Sahara One             |
| 2005      | Fame Gurukul                        | Presentadora         | Sony TV                |
| 2005      | CID: Special Bureau                 | Sagrika              | Sony TV                |
| 2005–2006 | Deal Ya No Deal                     | Presentadora         | Sony TV                |
| 2006      | Fear Factor India                   | Concursante          | Sony TV                |
| 2007–2008 | Funjabbi Chak De                    | Presentadora         | Star One               |
| 2008      | Jo Jeeta Wohi Super Star            | Presentadora         | Star Plus              |
| 2009      | Ek Se Badhkar Ek – Jalwe Sitaron Ke | Presentadora         | Zee TV                 |
| 2009      | Fear Factor: Khatron Ke Khiladi     | Concursante          | Colors                 |
| 2013      | Indian Idol Junior                  | Presentadora         | Sony TV                |
| 2013      | 24                                  | Nikita Rai           | Colors                 |
| 2014      | Gangs of Haseepur                   | Juez                 | Zee TV                 |
| 2015      | I Can Do That                       | Concursante          | Zee TV                 |
| 2016      | India's Deadliest Roads             | Ella misma           | History TV             |
| 2018      | MTV Troll Police                    | Invitada             | MTV India              |

### Series Web
| 2018 | Smoke      | Tia            | Serie web | Eros Now  | Hindi          |
| 2019 | Thinkistan | Anushka Shroff | Serie web | MX Player | Hindi e inglés |